# Böhl-Iggelheim
Böhl-Iggelheim este o comună din landul Renania-Palatinat, Germania.